# Dolenje Kronovo
Dolenje Kronovo je naselje v Občini Šmarješke Toplice. Po Valvasorju je naselje dobilo ime po nekdanjem srenjeveškem trgu Kronovo (nem. Cronowe). 
Na južnem delu vasi stoji cerkev sv. Nikolaja. V poslovnih dokumentih je prvič omenjena leta 1526. V osnovi srednjeveška stavba je bila leta 1793 barocizirana. Na zahodni fasadi stoji osemkotni zvonik, ki je bogato dekoriran. Glavni in edini oltar je delo iz leta 1862.